# Bernsteinschieber
Bernsteinschieber sind an den Ecken gerundete, flach geschliffene längliche Plättchen aus Bernstein. Sie wurden vielfach parallel durchbohrt, um als Zwischenstücke die Stränge von Perlengehängen zu trennen.
Zwischen den Löchern für die Schnüre liegen mitunter Schmuckbohrungen. Plattige Bernsteinstücke mit Bohrlöchern an den Flachseiten sind im Neolithikum im jütländischen Bereich verwendet worden und erscheinen in der frühen Bronzezeit Mitteleuropas in bescheidener Größe. Größere Stücke mit komplizierteren Bohrungen erscheinen im Bereich der süddeutschen Hügelgräberkultur der Bronzezeit und in der Hallstatt- und Urnenfelderkultur. Der Vergleich der Stücke von Asenkofen und Kakovatos lässt keinen Zweifel daran, dass es sich um Arbeiten gleicher Art und Herkunft handelt. Bernstein erscheint im mykenischen Kulturgebiet erst in der Zeit der Schachtgräber, in diesen jedoch gleich in beträchtlichen Mengen. Ein Stück, das sich an Größe mit den süddeutschen messen kann (75 × 38 × 9 mm) tritt erst im Kuppelgrab von Kakovatos auf. Bernsteinschieber kommen z. B. bei Gagatgehängen vor. Ihre Verbreitung geht von der Wessex-Kultur in England (um 1500 v. Chr.) über das Elsass, Süddeutschland, Böhmen bis nach Griechenland. Fundplätze sind u. a. der Hortfund vom AUDI-Gelände in Ingolstadt und im Schachtgrab A von Mykene auf der Peloponnes.